# Aeroportul Cut Nyak Dhien
Aeroportul Cut Nyak Dhien (IATA: MEQ, ICAO: WITC) este un aeroport din Nagan Raya⁠(d), Aceh⁠(d), Indonezia. A fost numit după Tjoet Nja Dinh⁠(d).
Situat la o altitudine de 90 m, aeroportul dispune de o singură pistă.